# Портіца
Портіца (рум. Portița) — село у повіті Сату-Маре в Румунії. Входить до складу комуни Тірям.
Село розташоване на відстані 449 км на північний захід від Бухареста, 43 км на південний захід від Сату-Маре, 125 км на північний захід від Клуж-Напоки.

## Населення
За даними перепису населення 2002 року у селі проживали 233 особи.
Національний склад населення села:
| Національність | Кількість осіб | Відсоток |
| -------------- | -------------- | -------- |
| румуни         | 211            | 90,6%    |
| угорці         | 19             | 8,2%     |

Рідною мовою назвали:
| Мова      | Кількість осіб | Відсоток |
| --------- | -------------- | -------- |
| румунська | 208            | 89,3%    |
| угорська  | 25             | 10,7%    |